# 索特德费雷尔
索特德费雷尔，是西班牙瓦伦西亚自治区卡斯特利翁省的一个市镇。总面积9平方公里，总人口407人（2001年），人口密度45人/平方公里。